# 잡종재산
잡종재산(雜種財産)은 국유재산의 한 종류로 국가의 행정목적에 필요한 재산은 아닌 행정재산 및 보존재산이 아닌 일체의 국유재산을 말한다.

## 판례
- 빈지는 만조수위선으로부터 지적공부에 등록된 지역까지의 사이를 말하는 것으로서 자연의 상태 그대로 공공용에 제공될 수 있는 실체를 갖추고 있는 이른바 자연공물이고, 성토 등을 통하여 사실상 빈지로서의 성질을 상실하였더라도 국유재산법령에 의한 용도폐지를 하지 않은 이상 당연히 시효취득의 대상인 잡종재산으로 된다고 할 수 없다.[1]
- 잡종재산은 행정재산이나 보존재산과는 달리 그것이 가지는 경제적 가치에 따라 매매 임대 등 사경제질서의 일반원칙이 지배되는 사적 거래의 대상이 되기 때문에 국가도 일반권리의 주체인 법인으로서 사인과 대등한 권리관계가 형성되고 법률행위가 이루어지며 권리변동의 효과가 발생하는 것이므로 원칙적으로 사법의 적용을 받게 된다. 국가가 국유재산 중 잡종재산에 대하여 매각 또는 대부하는 행위 자체는 국가가 사경제적인 주체로서 하는 사법행위(私法行爲)이고 그 권리관계 역시 사법상의 권리관계로서 일반 민사법의 적용을 받는 것이라면 국가도 개인과 대등하게 타인의 재산을 시효취득을 원인으로 권리를 취득할 수 있는 것과 같이 개인도 국유 잡종재산을 시효취득을 원인으로 그 권리를 취득할 수 있어야 한다.[2]